# Abgeordnetenhaus von Maryland

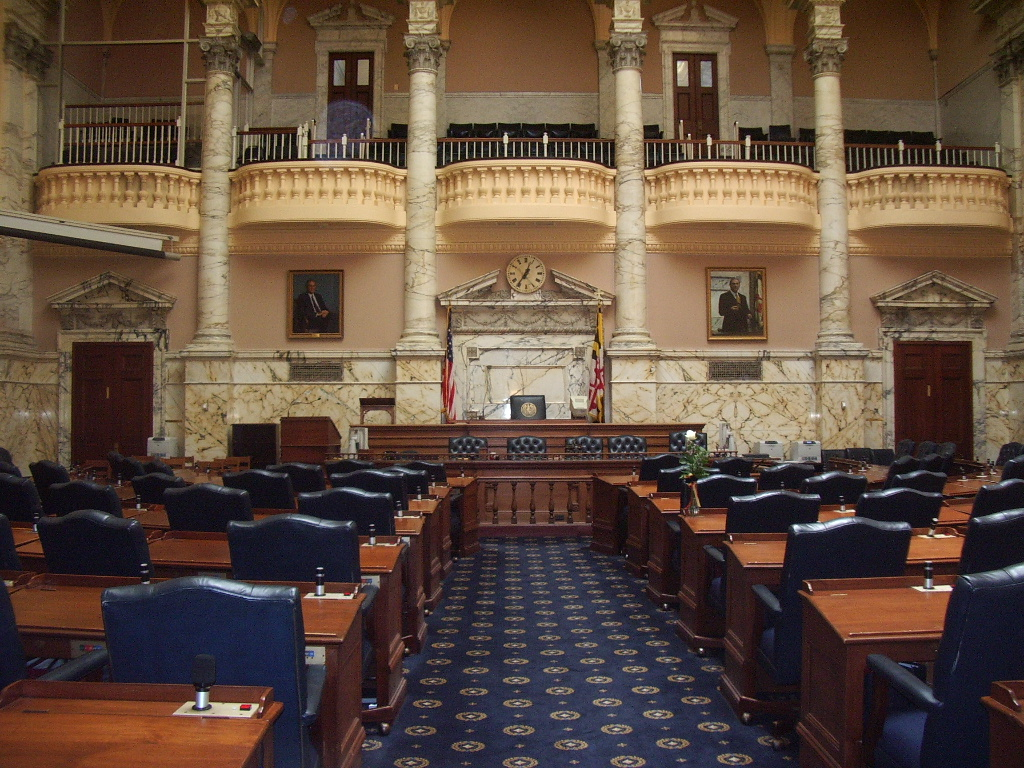
Sitzungssaal des Abgeordnetenhauses von Maryland

Das Abgeordnetenhaus von Maryland (Maryland House of Delegates) ist das Unterhaus der Maryland General Assembly, der Legislative des US-Bundesstaates Maryland. Es gibt nur drei Staaten, Maryland, Virginia und West Virginia, die ihre Unterhäuser House of Delegates nennen.
Die Parlamentskammer setzt sich aus 141 Abgeordneten zusammen, die in 47 Wahldistrikten gewählt werden. Eine Wahlperiode dauert vier Jahre. Die Wahlen finden in den geraden Jahren statt, in denen der Präsident der Vereinigten Staaten nicht gewählt wird. Der Sitzungssaal des Repräsentantenhauses befindet sich gemeinsam mit dem Staatssenat im Maryland State House in der Hauptstadt Annapolis.

## Geschichte
Das Maryland House of Delegates wurde ursprünglich 1650 als Unterhaus der General Assembly gegründet, als die Legislative ein Zweikammersystem wurde. In der nachfolgenden Zeit kämpfte das Unterhaus immer wieder mit dem Oberhaus um den politischen Einfluss in der Kolonie. Das Oberhaus bestand aus dem Gouverneur und seinem Rat, alle persönlich durch Lord Baltimore ernannt und verfolgten folglich den Zweck, seine Interessen in Maryland zu wahren. Im umgekehrten Fall strengte das Unterhaus einen Wechsel in der Kolonie an. Es forderte freie Wahlen für die Abgeordneten aus der Bevölkerung. In diesem Zusammenhang kämpfte das Unterhaus fortwährend für mehr Macht. Es versuchte ausschließliche Rechten in bestimmten Legislativbereichen durchzusetzen, wie bei der Steuererhebung und der Absegnung von Haushaltsplänen.
Der Gouverneur bekam im späten 17. Jahrhundert einiges an Kontrolle über das Unterhaus. Obwohl jedes County auf vier Delegierte Anspruch hatte, wählte der Gouverneur nur zwei von diesen ins Unterhaus. Dies ermöglichte dem Gouverneur die Kontrolle über die Angehörigen des Unterhauses.
1689 gelang es Maryland durch den Transfer seines Status von einer geschützten Kolonie zu einer Kronkolonie, die Auseinandersetzungen zwischen dem Unterhaus auf der einen Seite und dem Gouverneur mit seinem Rat auf der anderen Seite vorübergehend zu beruhigen. Durch die Krone ernannt, gewährten die königlichen Gouverneure dem Unterhaus erheblichen Spielraum bei seinem Gesetzgebungsabsichten. Die erste königliche Assembly verabschiedete 1692 in einer einzigen Sitzung allein 85 Gesetze. Das Unterhaus handelte sofort und beschnitt den Gouverneurseinfluss bei der Wahl der Delegierten. Ab da konnten die gewählten Delegierten die Sitzungen besuchen, ohne einen speziellen Erlass des Gouverneurs zu benötigen. Gleichzeitig wurden beständige oder anhaltende Ausschüsse gegründet. Diese beseitigten die Abhängigkeit von Ad-hoc-Ausschüssen und schufen die erste moderne Legislative in Maryland. Während dieser Periode wurde das Unterhaus zum House of Delegates umbenannt.
Die Verfassung von Maryland aus dem Jahr 1776 schuf formal das moderne House of Delegates. Anfangs beruhte die Vertretung auf geographischen Gesichtspunkten als die Wähler in jedem County vier Delegierte wählen, wobei jeweils zwei von Annapolis und Baltimore kamen. Die Delegierten absolvierten zuerst eine einjährige Amtszeit (ab 1845 dann eine zweijährige und von 1922 bis heute eine vierjährige).
Mit dem Beginn der Wahlen von 1838 wählte jeder County drei bis sechs Delegierte, was abhängig von dessen Bevölkerung war. Baltimore wählte die gleiche Anzahl an Delegierten, genauso wie das bevölkerungsreichste County. Nach 1840 wurde Annapolis als ein Teil des Anne Arundel County angesehen. Reapportionments wurden nach jeder Volkszählung durchgeführt, in dem Bemühen, gleich große Wahlbezirke zu bekommen.
Das gegenwärtige Verteilungsschema der Sitze im House of Delegates fing mit dem legislativen Aufteilungsplan 1972 an und ist alle darauf folgenden 10 Jahre verbessert worden. Der Plan sah die Schaffung von 47 legislativen Wahlbezirken vor. Dabei durchzogen viele von diesen die Countygrenzen, um Bezirke mit verhältnismäßig gleicher Bevölkerung zu erzielen. Jeder dieser Bezirke schickte drei Delegierte ins Abgeordnetenhaus, so dass letztendlich 141 Abgeordnete zusammenkamen. Einige von den großen Bezirken sind in Subbezirke unterteilt, um bestimmte lokale Vertretungen zu ermöglichen, da die Gebiete nicht groß genug waren, um einen vollständig eigenständigen Wahlbezirk zu schaffen.

## Zusammensetzung
Stand: Legislaturperiode, Beginn 14. Januar 2015
| Partei | Partei                 | Abgeordnete |
| ------ | ---------------------- | ----------- |
|        | Demokratische Partei   | 91          |
|        | Republikanische Partei | 50          |
| Summe  | Summe                  | 141         |

| Position                            | Name               | Partei       |
| ----------------------------------- | ------------------ | ------------ |
| Speaker                             | Michael E. Busch   | Demokrat     |
| Mehrheitsführer / Majority Leader   | Anne Kaiser        | Demokratin   |
| Oppositionsführer / Minority Leader | Nicholaus R. Kipke | Republikaner |